# Luck Life
Luck Life (ラックライフ Rakku Raifu?) es una banda de pop rock japonesa formada en la prefectura de Osaka. Hasta marzo de 2007, el grupo era conocido como "Maxim ☆ Tomato", hasta su cambio de nombre actual tras trasladarse a Tokio en 2008. Entre 2013 y 2015, Luck Life fue representada por Highway Star y actualmente lo es por la discográfica Lantis. Está conformada por Pon, Ikoma, Taku y Love Oishi.

## Historia
La banda fue formada en 2005 por los compañeros de clase Pon, Ikoma, Taku y Love Oishi mientran estos asistían a la secundaria. En 2008, el grupo se trasladó a Tokio y cambió su nombre a Luck Life. Su primer sencillo indie, Haruka Hikari, fue lanzado en 2014 bajo el sello I Will Music de Highway Star. Su primer sencillo importante, Namae wo Yobu yo, fue lanzado el 11 de mayo de 2016 bajo la discográfica Lantis.

## Miembros
- Pon (Masumi Ueno; 7 de septiembre de 1988), vocalista, guitarrista y compositor.
- Ikoma (Takahide Ikoma; 20 de enero de 1989), guitarrista y corista.
- Taku (Takuya Kubō; 21 de junio de 1988), vocalista, bajista.
- Love Oishi (Yutaka Ōishi; 24 de octubre de 1988), baterista.

## Discografía

### Álbumes
- World is you (2011, indie)
- Kimi no Koto (2012, indie)
- my contents (2013, edición limitada indie)
- my contents (2014, indie)
- Tadashii Boku no Tsukurikata (2014, indie)
- Life is Beautiful (2017)
- Sneaker  Walker (2021)

### Miniálbumes
- Mr. (2009, indie)
- IT'S MY LIFE (2010, indie)

### Sencillos
- Sketchbook  (2008, indie)
- Haruka Hikari (2014, indie)
- Aitoyuu (2015, indie)
- Kawaranai Sora (2015, indie), usado como tema de cierre para la tercera temporada de Junjō Romantica
- Namae wo Yobu yo (2016), usado como tema de cierre para Bungō Stray Dogs[2]
- Hajime no Ippo (2016), usado como tema de apertura para Cheer Boys!!
- Kaze ga Fuku Machi (2016), usado como tema de cierre para la segunda temporada de Bungō Stray Dogs
- Bokura (2018) usado como tema de cierre para la película Bungou Stray Dogs: Dead Apple
- Symbol (2018) usado como tema de apertura para la quinta temporada de Shokugeki no Soma
- Lily (2019), usado como tema de cierre para la tercera temporada de Bungō Stray Dogs
- Kiseki (2023), usado como tema de cierre para la quinta temporada de Bungō Stray Dogs